# Судний день (фільм, 2011)
«Судний день» (англ. The Day) — канадський постапокаліптичний трилер 2011 р. режисера Дугласа Аарнікоскі. У фільмі знімалися: Ешлі Белл, Шеннін Соссамон, Домінік Монаган, Шон Ешмор і Корі Гардрікт. Прем'єра фільму відбулася 16 вересня 2011 р. на Міжнародному кінофестивалі у Торонто. Фільм вийшов у 12 кінотеатрах в США 29 серпня 2012-го. Протягом 16 днів він зібрав $20 984.

## Сюжет
Цивілізація припинила своє існування, міста покинуті, населення переважно загинуло. Ті, що вижили, поділяються на два класи: канібалів, які виживають, харчуючись людською плоттю, й інших. У центрі сюжету перебуває група молодих людей, які подорожують покинутими землями, намагаючись знайти притулок. З діалогів стає зрозуміло, що спочатку їх група становила 12 осіб, але після зіткнень з канібалами їх залишилося п'ятеро.
П'ятірка живих, дві дівчини та троє хлопців, шукають притулок, безпечне місце, де вони змогли б посадити в землю насіння (знайдені чи вкрадені ними в ході мандрів). По дорозі їм зустрічається покинутий фермерський будинок. Лідер групи Рік вирішує зупинитися в цьому житлі, поки не покращиться стан захворілого у дорозі Хенсона. Його друг дитинства Адам і небалакуча дівчина Мері намагаються відмовити його залишатися на ніч у будинку, але Рік відмовляється їх слухати. Чоловіки знаходять у підвалі будинку запаси консервів і, намагаючись перенести їх в будинок, активують пастку, залишену канібалами. Рік гине, пронизаний кілком, двері в підвал блокуються, Хенсон і Адам виявляються під замком, на всю округу лунає пожежна сигналізація. Консервні банки, наповнені каменями, грали роль приманки, будинок же — одна з численних пасток, залишених людожерами по окрузі для упіймання «дичини». Мері і Шеннон ховаються зовні будинку, незабаром до пастки поспішає загін людожерів-розвідників. Зав'язується бійка, під час якої командир розвідників помічає на стегні у Мері характерне клеймо людожерів і, визнавши в ній «свою», звинувачує її в жадібності та небажанні ділитися здобиччю. Відбившись від людожерів, герої накидаються на Мері, звинувачуючи її в тому, що вона спеціально привела їх у пастку. Мері намагається довести свою невинність: вона не заперечує, що була колись у банді людожерів, але після того, як вони вбили і з'їли її молодшу сестру, вона присягнулася помститися їм усім.
Лідер людожерів приводить своїх людей на штурм будинку. Герої вчотирьох намагаються тримати оборону проти орди голодних і збожеволілих людожерів. Марія здолала лідера, повертається Адам, щоб допомогти їй відбити атаку останніх кількох канібалів. Під час бою він отримує ряд ран, які призводять до його смерті. У лісі Шеннін піддається нападу та гине від дочки лідера канібалів. На фермі Марія кремує рештки Адама, перетинається з канібальською донькою, яка намагається убити її, але Марія швидко обеззброює її й обезголовлює. Потім дівчина продовжує йти від будинку у вогні.

## Ролі
- Ешлі Белл — Марія
- Шеннін Соссамон — Шеннон
- Домінік Монаган — Рік
- Шон Ешмор — Адам
- Корі Hardrict — Хенсон
- Майкл Еклунд — батько
- Бріанна Барнс — Ніккі
- Кессіді Вереаулт — Ава
- Софія Еванюк — (голос)

## Виробництво
Режисером став Дуглас Аарніокоскі, сценаристом — Люк Пасмор. Знімання відбувалося в Оттаві, Онтаріо, Канада, наприкінці 2010 р.
Оригінальна назва фільму — «Будинок». Люк Пассмор зобразив відносини персонажів Ріка й Адама на основі двох своїх реальних найкращих друзів.
Весь фільм знятий в хронологічному порядку. Сценарій написаний, як середня частина гіпотетичної трилогії. В ранньому проєкті сценарію замість канібалів були зомбі.
Всі головні актори допомогли розробити свій власний одяг. Наприклад, Ешлі Белл придумала наколінники і налокітники, які Марія носить у фільмі.
Тривала сцена з Ешлі Белл, де вона прив'язана до стільця, знімалася протягом двох днів.
Корі Хардрікт втратив п'ятнадцять фунтів за роль Хенсона, а Домінік Монаган вперше грав американця. Майкл Еклунд навмисно тримався осторонь від інших акторів, тому що хотів зберігати дистанцію між їх різними персонажами. Також він підрізав собі волосся і зробив ірокез для фільму.
Люк Пассмор зіграв члена племені людожерів.

## Критика
Рейтинг на IMDb — 5,2/10. Сайт Rotten Tomatoes повідомляє про 13 відгуків з середньою оцінкою 5/10; Metacritic повідомляє про 9 відгуків, загальний рахунок 41/100, він визначив один позитивний відгук, шість змішаних і два негативних.

## Цікаві факти
- Дощ у першій сцені фільму був реальним.
- Вогонь, який поглинає будинок у кінці фільму, насправді комп'ютерна графіка.